# Protoribates urbanlus
Protoribates urbanlus är en kvalsterart som först beskrevs av Tseng 1984.  Protoribates urbanlus ingår i släktet Protoribates och familjen Protoribatidae. Inga underarter finns listade i Catalogue of Life.